# Киматика
Кима́тика (от греч. κῦμα «волна») — физические эффекты звуковых волн, подмножество вибрационных модальных явлений.
Эффектным и занимательным примером киматических явлений являются фигуры Хладни.

Название «киматика» (англ. cymatics, нем. kymatik) предложил Ханс Дженни (англ. Hans Jenny) в 1967 году.
Кроме того, киматикой (а также «киматической медициной», «киматической терапией» — англ. cymatic medicine, cymatic therapy)  называют направление альтернативной медицины — созданную британским остеопатом Маннерсом (англ. P. G. Manners) «вибрационную биоэнергетическую медицину», в которой на тело человека воздействуют высокочастотным звуком.

## История
Первым киматические явления описал Роберт Гук, 8 июля 1680 года он увидел вызванные вибрацией узоры, когда двигал смычок по краю стеклянной тарелки, покрытой мукой. На основе экспериментов Гука вибрационные узоры в XVIII веке изучал Эрнст Хладни, и такие узоры получили его имя (Фигуры Хладни).
В середине XX века фигуры Хладни изучал Ханс Дженни (англ. Hans Jenny) с помощью придуманного им устройства «тоноскоп» (англ. tonoscope). В 1967—1972 годах Дженни издал двухтомник «Киматика» (англ. Cymatics: The Study of Wave Phenomena). Богато иллюстрированная книга многократно переиздавалась.
В XXI веке распространилось основанное на принципах киматики духовное исцеление пением.

## Применение
Киматические эффекты используются при компенсации изгибных колебаний в пластинах со специальной структурой.